# Toxorhina centralis
Toxorhina centralis är en tvåvingeart som först beskrevs av Alexander 1913.  Toxorhina centralis ingår i släktet Toxorhina och familjen småharkrankar. Inga underarter finns listade i Catalogue of Life.